# Летово (Владимирская область)
Летово — деревня в Петушинском районе Владимирской области. Входит в состав муниципального образования Петушинское сельское поселение.

## Название
Есть мнение, что название происходит от слова лететь, так деревня ранее находилась на другой стороне оврага, а потом переместилась «перелетев» через него.

## География
Деревня расположена в верховьях реки Большая Липня в 26 км на север от райцентра города Петушки.

## История
В конце XIX — начале XX века деревня входила в состав Короваевской волости Покровского уезда. В 1859 году в деревне числилось 34 дворов, в 1905 году — 62 дворов. В начале 20 века деревня насчитывала около 70 дворов, 3-летнюю школу, кузницу, магазин.
С 1929 года деревня входила в состав Воспушкинского сельсовета Петушинского района, с 2005 года — в составе Петушинского сельского поселения.

## Население
| 1859 | 1905 |
| ---- | ---- |
| 217  | 374  |

| 1859 | 1905 | 1926 | 2002 | 2010 | 2021 |
| ---- | ---- | ---- | ---- | ---- | ---- |
| 147  | ↗187 | ↘109 | ↘4   | ↘1   | ↘0   |

## Инфраструктура
В настоящий момент 10 домов, постоянных жильцов нет. 